# کارو (موربیهان)
کارو (به فرانسوی: Caro) یک کمون (فرانسه) در فرانسه است که در canton of Malestroit واقع شده‌است. کارو ۳۷٫۷۴ کیلومتر مربع مساحت دارد.